# Aspilatopsis simonsi
Aspilatopsis simonsi är en fjärilsart som beskrevs av Louis Beethoven Prout 1938. Aspilatopsis simonsi ingår i släktet Aspilatopsis och familjen mätare. Inga underarter finns listade i Catalogue of Life.